# 呂埃格紹

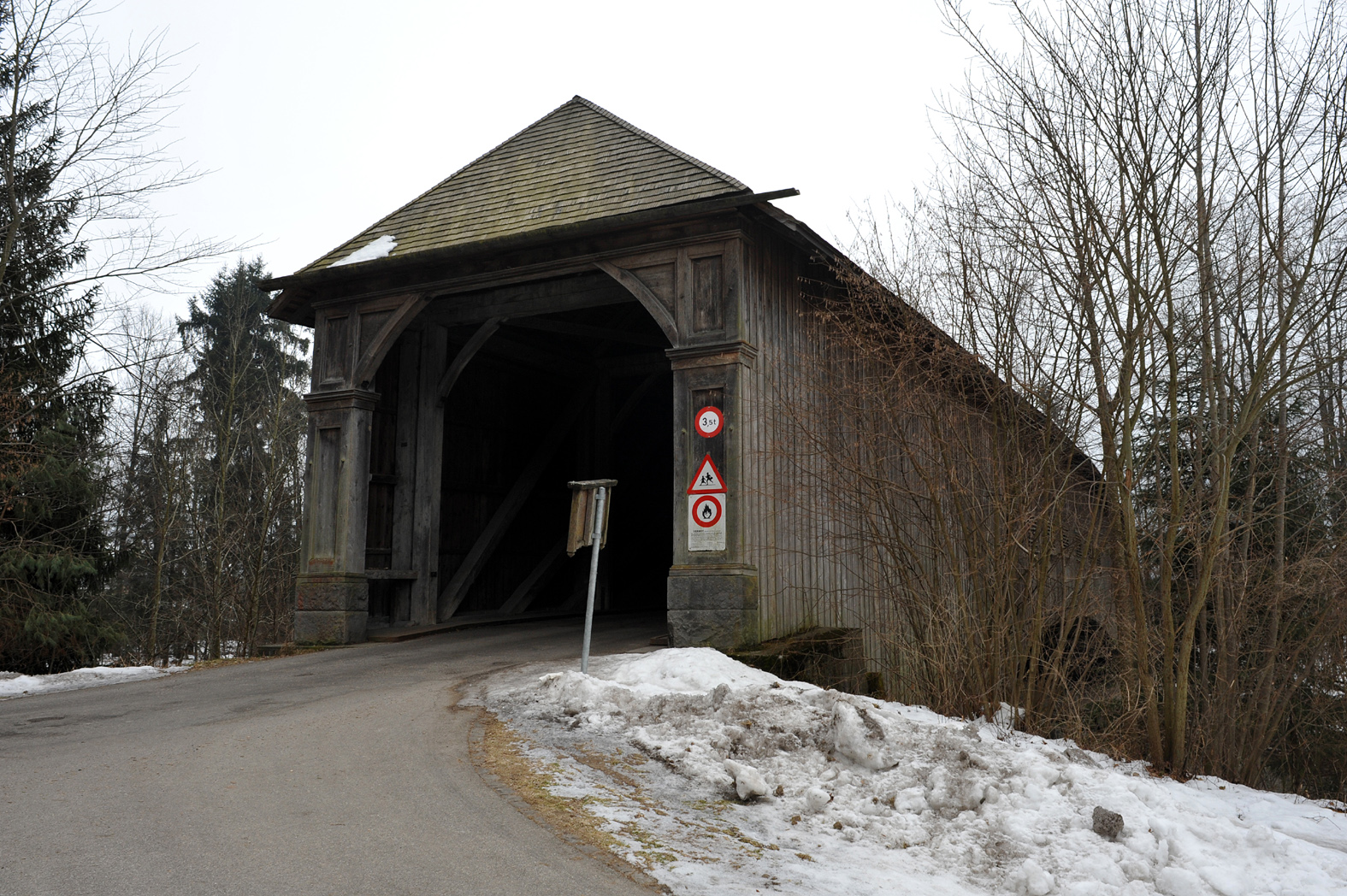

呂埃格紹是瑞士的城鎮，位於該國中西部，由伯恩州負責管轄，面積15.08平方公里，六成半土地是農業用地，海拔高度589米，2011年人口3,081，人口密度每平方公里204人。

## 外部連結
- Official website of Rüegsau and Hasle bei Burgdorf （德文）